# スティーブ・フォックス (野球)
スティーブン・ロバート・フォックス（Steven Robert Fox, 1946年2月12日 - ）は、アメリカ合衆国ミシガン州出身の元プロ野球選手（内野手）。

## 来歴・人物
1969年、日本でプロ野球選手になることを希望して来日。父親が水原茂と知人であり（この知人は水原に「息子に野球を教えてやってくれ」と依頼している）、その関係もあって水原が新監督に就任した中日ドラゴンズのテストを受け、入団する。しかし、シーズン開幕後すぐに練習をさぼるなどしたため、二軍に落とされる。5月に一軍復帰するものの、目立った活躍はなく、この年限りで退団。
「きつね」・「コンちゃん」のあだ名で呼ばれた（フォックス=キツネと掛けて）。

## 詳細情報

### 年度別打撃成績
| 年 度     | 球 団     | 試 合 | 打 席 | 打 数 | 得 点 | 安 打 | 二 塁 打 | 三 塁 打 | 本 塁 打 | 塁 打 | 打 点 | 盗 塁 | 盗 塁 死 | 犠 打 | 犠 飛 | 四 球 | 敬 遠 | 死 球 | 三 振 | 併 殺 打 | 打 率 | 出 塁 率 | 長 打 率 | O P S |
| --------- | --------- | ----- | ----- | ----- | ----- | ----- | -------- | -------- | -------- | ----- | ----- | ----- | -------- | ----- | ----- | ----- | ----- | ----- | ----- | -------- | ----- | -------- | -------- | ----- |
| 1969      | 中日      | 76    | 202   | 185   | 15    | 41    | 6        | 0        | 5        | 62    | 23    | 0     | 5        | 2     | 2     | 13    | 1     | 0     | 48    | 2        | .222  | .270     | .335     | .605  |
| 通算：1年 | 通算：1年 | 76    | 202   | 185   | 15    | 41    | 6        | 0        | 5        | 62    | 23    | 0     | 5        | 2     | 2     | 13    | 1     | 0     | 48    | 2        | .222  | .270     | .335     | .605  |

### 記録
- 初出場：1969年4月13日、対広島東洋カープ2回戦（広島市民球場）、7回裏から一塁手として出場。
- 初打席・初安打：同上、9回表に白石静生から単打。
- 初先発出場：1969年5月14日、対アトムズ5回戦（明治神宮野球場）、6番・一塁手で先発出場。
- 初本塁打：1969年5月28日、対大洋ホエールズ10回戦（中日球場）、7回裏に平松政次からソロ。

### 背番号
- 4 （1969年）